# 薛永 (蜀漢)
薛 永（せつ えい）は、蜀漢の武将。字は茂長。生没年は不詳。名家の出自で豫州人士。なお本貫は未確定(後述)。『三国志』『後漢書』『晋書』には記述がないがおなじ正史の『北史』で子孫が言及している 。『三国志演義』には登場しない。

## 概要
父は曹操に反逆し呂布に荷担した兗州別駕従事史の薛蘭。薛永は劉備の配下として荊州で加わり、入蜀し功をたて官位は蜀郡太守に至った。その太守就任時期は西暦では231年~263年のなかの数年間である。子の薛斉(字は夷甫)も父と同様に蜀郡太守に就任している。

## 子孫の発言
北魏の孝文帝がある時、臣下と名門出身の人物とその出身地について論じた。帝はたわむれに羽林監薛聰に問う。「みなが卿や一門を蜀出身だといっておるがまことか｣　薛聰は応える。「遠祖・広徳は漢に仕えました。漢家の人です。9代前の先祖・永は劉備に従って蜀で手柄をたてました。蜀朝の人です。いま臣は陛下に仕えています。鮮卑国の人です。蜀人ではありません｣　帝は苦笑する。「卿よ、鮮卑とは耳が痛いわ｣
「蜀姓｣と「北虜(鮮卑)｣。互いに田舎者めと揶揄しあうものの仲の良い皇帝と臣下の逸話である。
蜀漢滅亡時に薛斉は5千戸をもって魏軍(西晋軍)に降り、光禄大夫にとりたてられている。一門は河東郡に遷るが中原の人士からは「蜀薛」の悪評を得ている。蜀姓も酷な表現ではあるがこれはさらに直接的である。薛氏の背景にはこのような事情も存在した。

## 薛氏の本貫
薛聰から22代前の先祖・薛広徳は前漢元帝期の御史大夫、沛郡相県の人。その子孫は前漢末の戦乱ののちに鄢に移り住む。この「鄢｣が示す地は2か所ある。ひとつは梁国鄢県、もうひとつは潁川郡鄢陵県である。ふつうに考えると前者とおもえるのだが、子孫に鄢陵侯がいるため確定できない。いずれにしろ豫州人士で中原の二千石の旧家の出自である。薛聰じしんの本貫は河東郡汾陰県(薛永の曾孫の世代から、東晋以降)。